# Лат Сукабе Нгоне
Лат Сукабе Нгоне (д/н —1719) — 15-й дамель (володар) держави Кайор в 1697—1719 роках. Засновник династії Фалл-Гедж.

## Життєпис
Нащадок Тіє Ясі Ясіна, теігне (правителя) Баолу. Син Тіє Ясін Демба Нуджа, теігне Баола Мати належада до гілки Гедж правлчої в Кайорі династії Фалл. Її звали лінгере (принцеса) Нгоне Дієйе.
Замолоду виховувався при дворі дамеля Детіє Мараме. 1686 року, скориставшись ослабленням Кайору, захопив владу в Баолі, замінивши свого батька. Потім спільно з Бакар Пендою, буурба (володарем) Волофу, виступив проти дамеля Махуредіа Діодіо Діуфа, якому було завдано поразки. Але за цим Лат Сукабе злякався відновлення потуги Волофу, який Бакар Пенда знову планував перетворити на імперію. Тому Лат Сукабе виступив проти останнього, завдавши волофському війську поразки.
1697 року, скориставшись слабкістю дамеля Де Тіалао повалив того й захопив владу в Кайорі. В результаті відбувся перехід влади в середині династії Фалл: від гілки Мадіор до гілки Гедж.
Зміцнив владу над Баолом, теігне якого також став. Водночас намагався використовувати військові конфлікти між Францією та Великою Британією задля захист інтересів Кайору, насамперед за часів війни за іспанську спадщину.
Не дозволяв розширювати європейські факторії. Так, 1701 року наказав схопити француза Андре Брю, генерального директора Сенегальської компанії. Його було звільнено після сплати мит та викупу через 12 діб. В результаті вправною політикою змусив європейців рахуватися з Кайором.
Помер 1719 року. Йому спадкував син Меїсса Теінде Ведж.